# 기미쓰역
기미쓰역(일본어: 君津駅, きみつえき)은 일본 지바현 기미쓰시에 있는 철도역이다. 동일본 여객철도 우치보 선이 지나간다.
우치보 선의 복선 구간과 단선 구간의 경계로, 다테야마 방면으로는 단선 구간이다. 소부 쾌속선과 게이요 선에서 온 열차들은 아침 시간대의 상행 1편을 제외하고는 모두 기미쓰 역에서 시종착한다. 특급 《사자나미》 호의 필수 정차역으로, 평일 상하행 2편씩은 기미쓰 역에서 시종착한다.

## 역 구조
지상역으로, 승강장은 단식 1면 1선과 섬식 1면 2선이 있다. 1번선 근처에 2개의 유치선이 있으며, 하행선 쪽으로 인상선이 있다. 3번선 근처에도 여러 개의 유치선이 있지만 쓰이지는 않는다. 동일본 여객철도 직영역으로, 우치보 선의 아오호리역부터 하마카나야역까지를 관리한다. 오전 6시부터 오후 9시까지 초록 창구를 영업하고 있으며, 자동 개찰기에서 스이카 및 제휴 교통카드의 사용이 가능하다.

### 승강장
| 1 | ■ 우치보 선 (하행) | 다테야마 · 지쿠라 · 아와카모가와 방면 |                                 |
| 2 | ■ 우치보 선 (상행) | 기사라즈 · 소가 · 지바 · 도쿄 방면    | (대피 열차, 시종착 열차만 사용) |
| 2 | ■ 우치보 선 (하행) | 다테야마 · 지쿠라 · 아와카모가와 방면 | (대피 열차만 사용)              |
| 3 | ■ 우치보 선 (상행) | 기사라즈 · 소가 · 지바 · 도쿄 방면    |                                 |
| 3 | ■ 우치보 선 (하행) | 다테야마 · 지쿠라 · 아와카모가와 방면 | (아침 시간대 일부 열차만 사용)  |

## 역세권 정보
- 기미쓰시청사
- 기미쓰 경찰서

## 역사
- 1915년 1월 15일 - 일본국유철도의 역으로 개업하였다. 당시 역이름은 "스사이" (周西)였다.
- 1956년 4월 10일 - 지금의 "기미쓰"로 역이름을 바꾸었다.
- 1987년 4월 1일 - 민영화에 따라 동일본 여객철도의 소속이 되었다.
- 2001년 11월 18일 - 스이카의 사용이 가능해졌다.

## 인접역
| 동일본 여객철도 우치보 선 | 동일본 여객철도 우치보 선       | 동일본 여객철도 우치보 선  |
| ------------------------- | ------------------------------- | -------------------------- |
| 기사라즈 도쿄 방면        | ■ 소부 쾌속                     | 시·종착역                  |
| 기사라즈 도쿄 방면        | ■ 게이요 통근쾌속·쾌속·각역정차 | 시·종착역                  |
| 기사라즈 소가 방면        | ■ 우치보 선 보통                | 아오호리 아와카모가와 방면 |